# Анукет
| a · n | q · t | B1 |

| a · n | q · t | B1 |

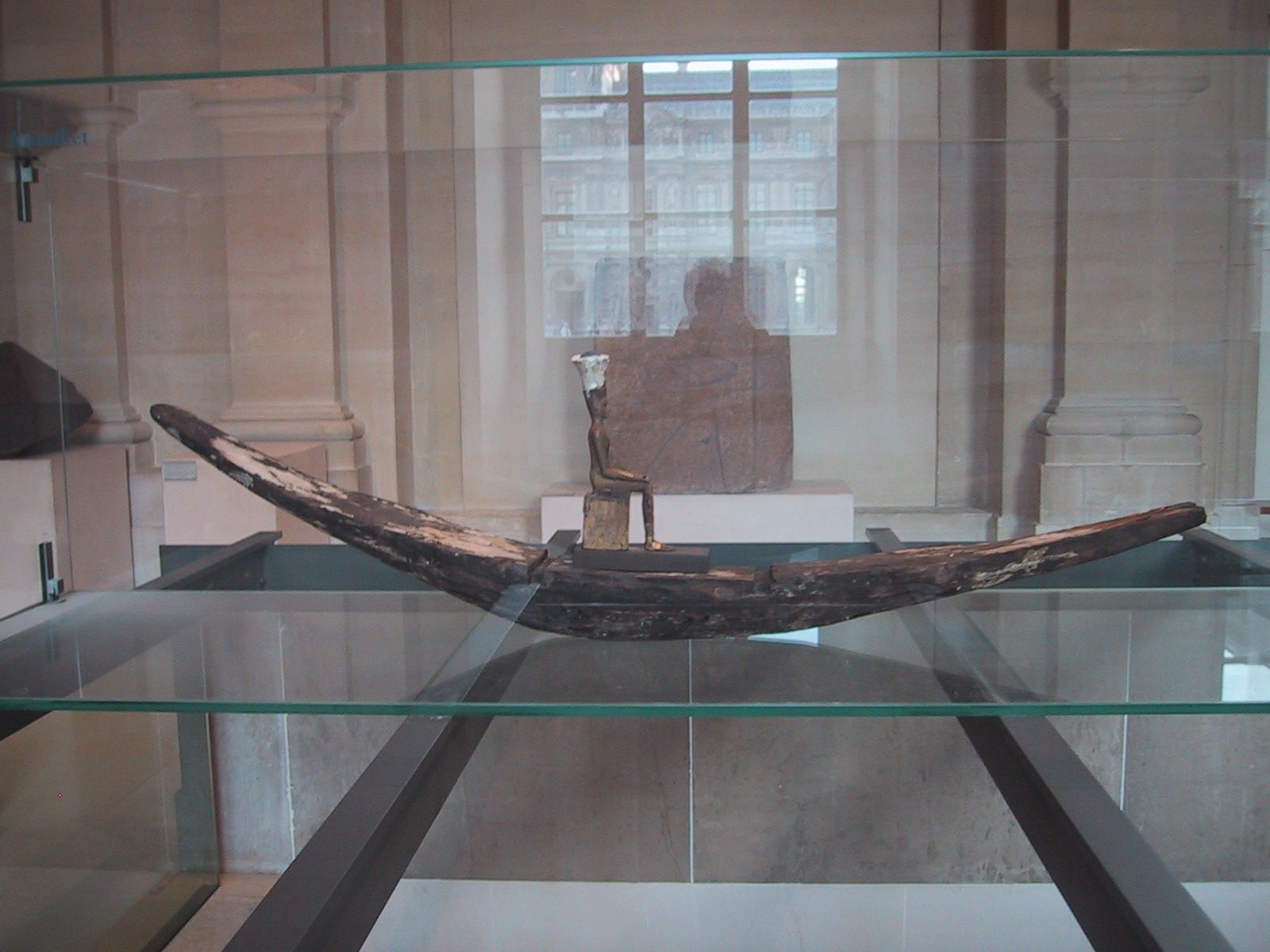
Процесійний човен Анукет

Анукет (Анукіс у грецькому варіанті) — стародавня богиня, спочатку її шанували як богиню Нілу в області Асуана (Сієни) та на прилеглих нубійських землях. Пізніше мала  культ як богині у всьому Єгипті — заступниці першого порога Нілу, Асуана й острова Елефантіна. Крім того, її також вважали однією з опікунок розливами Нілу, що забезпечували можливість ведення сільського господарства в Єгипті. Оскільки бога-гончара Хнум і його дружину Сатіс вважали богами витоків Нілу, Анукіс за єгипетською традицією розглядали як їх дочку, що народилась в результаті злиття Білого і Блакитного Нілу в Донголе. Анукет асоціювалася зі швидкістю течії річки в області першого порога, а  отже, зі швидкими стрілами та швидкою газеллю. Тому в мистецтві часто зустрічаються зображення Анукіс в образі газелі (вважається, що цей образ був запозичений від нубійців).